# Dagfin Werenskiold
Dagfin Werenskiold, né le 16 octobre 1892 à Bærum et décédé le 29 juin 1977 dans la même ville, est un sculpteur et peintre norvégien. Parmi ses œuvres les plus notables sont Jørgen Tjønnstaul se trouvant à la Galerie nationale d'Oslo, le buste de Fridtjof Nansen, et la série de tableaux sur bois Yggdrasilfrisen de l'Hôtel de ville d'Oslo.